# NGC 869
NGC 869 또는 h 산개 성단은 페르세우스자리에 있는 이중성단중의 왼쪽 성단을 말한다. 맨눈으로 은하수 부근에 부옇게 보이는 산개 성단이다.